# Jakob Fleck
Jakob Julius Fleck (* 8. November 1881 in Wien, Österreich-Ungarn; † 19. September 1953 in Wien, Österreich) war ein österreichischer Filmregisseur, Drehbuchautor, Filmproduzent und Kameramann.

## Leben
1910 gründete er gemeinsam mit Anton Kolm, dessen damaliger Frau, und Jakob Flecks späterer Frau, Luise Kolm, und deren Bruder Claudius Veltée die Erste Österreichische Kinofilms-Industrie (später: Wiener Kunstfilm-Industrie) in Wien-Alsergrund. Dort war er zunächst als Kameramann tätig, war aber bald vor allem als Regisseur und Produzent gemeinsam mit Luise Kolm tätig.
Jakob Fleck zog nach dem Tod Anton Kolms 1923 mit Luise Kolm nach Berlin, wo die beiden 1924 heirateten und seine Frau fortan als Luise Fleck bekannt war. Dort waren die beiden dann für die Hegewald-Film und die UFA tätig. In den 1920er-Jahren waren sie als „Regieehepaar“ bekannt. In dieser Zeit produzierten sie zwischen 30 und 40 Filme, kehrten aber 1933, nach der Machtergreifung Hitlers, nach Österreich zurück, da Jakob Fleck Jude war.

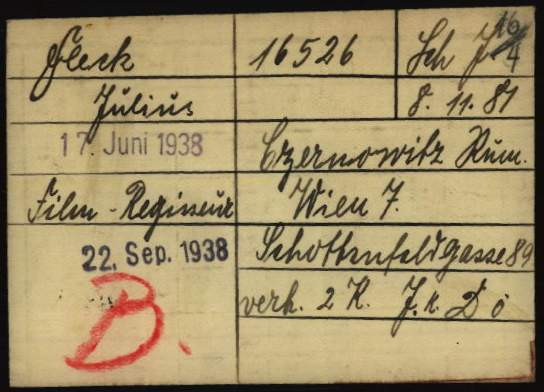
Registrierungskarte von Jakob Fleck als Gefangener in nationalsozialistischen Konzentrationslager Dachau

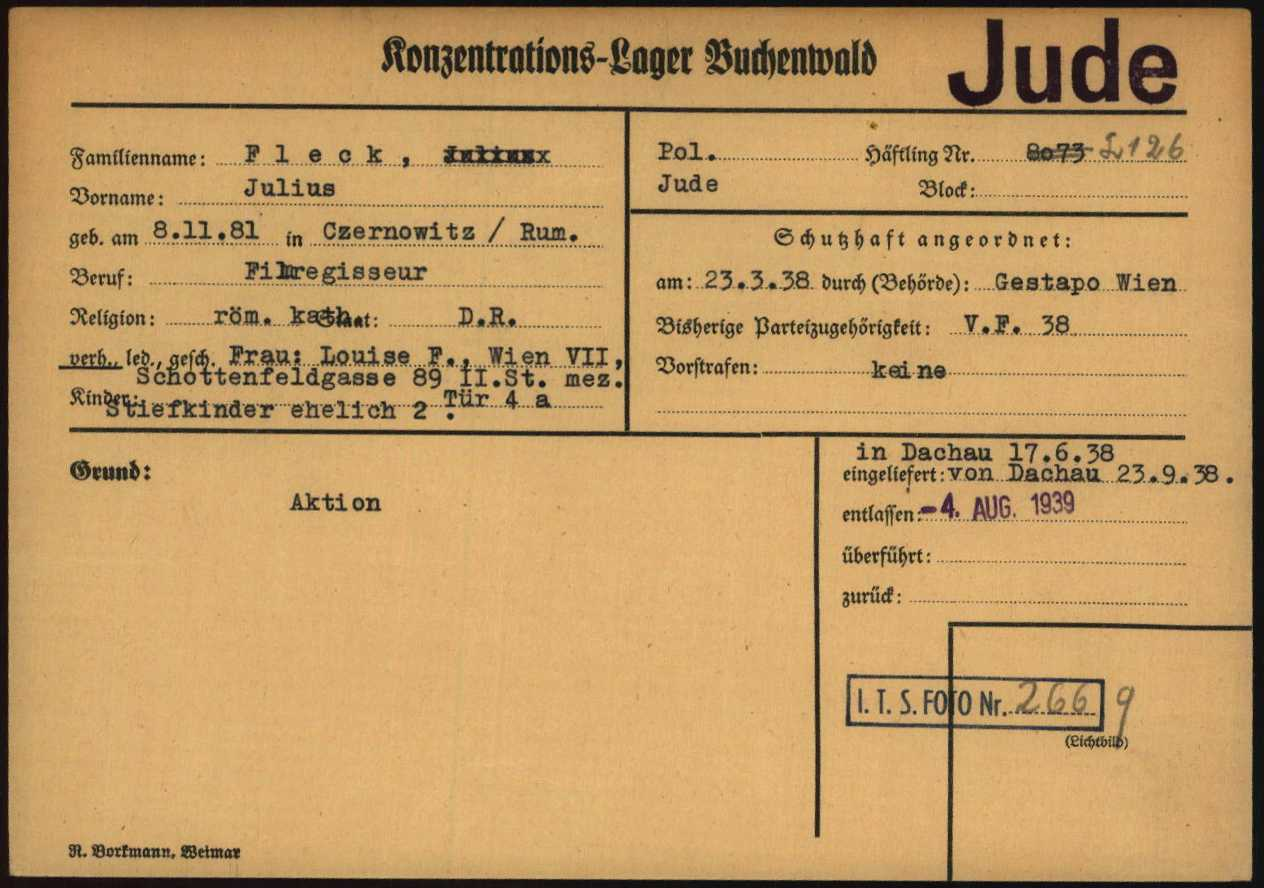
Registrierungskarte von Jakob Fleck als Gefangener in nationalsozialistischen Konzentrationslager Buchenwald

Als 1938 im Zuge des Anschlusses Österreichs an Deutschland Juden von der Filmindustrie kategorisch ausgeschlossen werden, musste er seinen Lebensunterhalt als Retuschierer für einen Fotografen verdienen. 1938 wurde er zuerst ins Konzentrationslager Buchenwald und KZ Dachau für insgesamt 16 Monate interniert. Anfang 1940 emigrierten Fleck und seine Frau nach Shanghai. Der chinesische Regisseur Fei Mu drehte mit ihnen in Ko-Regie den Film „Söhne und Töchter der Welt“. Er ist die einzige Kollaboration zwischen chinesischen und ausländischen Filmkünstlern vor Gründung der Volksrepublik China und wurde am 4. Oktober 1941 im Jindu Theater von Shanghai uraufgeführt. 1947, im Jahr der Eröffnung von Österreichs erstem Nachkriegsstudio, der von Emmerich Hanus und Elfi von Dassanowsky gegründeten Belvedere-Film, kehrten die Eheleute nach Österreich zurück, um ihr Comeback zu planen, was jedoch nie gelang. Jakob Fleck starb 1953, drei Jahre nach seiner Frau.

## Filmografie (Auswahl)

### Regie
- 1910: Die Ahnfrau (Debüt)
- 1911: Hoffmanns Erzählungen
- 1911: Die Glückspuppe
- 1912: Der Unbekannte
- 1912: Trilby
- 1912: Zweierlei Blut
- 1913: Die Hochzeit von Valeni
- 1914: Frau Gertrud Namenlos
- 1914: Svengali
- 1914: Der Pfarrer von Kirchfeld
- 1915: Der Traum des österreichischen Reservisten
- 1915: Mit Herz und Hand fürs Vaterland
- 1915: Der Meineidbauer
- 1916: Auf der Höhe
- 1916: Die Landstreicher
- 1916: Die Tragödie auf Schloß Rottersheim
- 1916: Mit Gott für Kaiser und Reich
- 1916: Lebenswogen
- 1917: Mir kommt keiner aus
- 1917: Der Verschwender
- 1917: Im Banne der Pflicht
- 1917: Der rote Prinz
- 1917: Der Schandfleck
- 1917: Der König amüsiert sich
- 1917: Der Doppelselbstmord
- 1918: Gespenster
- 1918: Die Geißel der Menschheit
- 1918: So fallen die Lose des Lebens
- 1918: Freier Dienst
- 1918: Don Cäsar, Graf von Irun
- 1918: Die Jüdin
- 1919: Lumpazivagabundus
- 1919: Die Ahnfrau
- 1919: Die Zauberin am Stein
- 1920: Verschneit
- 1920: Der Leiermann
- 1920: Großstadtgift
- 1920: Eva, die Sünde
- 1923: Frühlingserwachen
- 1924: Die Tochter der Frau von Larsac
- 1926: Der Meineidbauer
- 1926: Der Pfarrer von Kirchfeld
- 1927: Liebelei
- 1927: Das Fürstenkind
- 1927: Der Orlow
- 1928: Frauenarzt Dr. Schäfer
- 1929: Mädchen am Kreuz
- 1929: Der Leutnant Ihrer Majestät
- 1930: Die Warschauer Zitadelle
- 1931: Wenn die Soldaten...
- 1931: Ein Auto und kein Geld
- 1933: Mein Liebster ist ein Jägersmann (Unser Kaiser)
- 1935: Csardas
- 1937: Der Pfarrer von Kirchfeld
- 1941: Söhne und Töchter der Welt (Shijie ernu)

### Produktion
- 1911: Der Müller und sein Kind
- 1913: Johann Strauß an der schönen blauen Donau
- 1919: Die Zauberin am Stein
- 1919: Der ledige Hof
- 1920: Winterstürme
- 1941: Söhne und Töchter der Welt (Co-Produzent neben Luise Fleck)

### Drehbuch
- 1912: Zweierlei Blut
- 1917: Mir kommt keiner aus
- 1918: Die Geißel der Menschheit
- 1920: Eva, die Sünde
- 1924: Frühlingserwachen
- 1941: Söhne und Töchter der Welt